# Alitretinoïna
L'alitretinoïna, que es ven entre altres sota el nom comercial de Panretin, és un medicament utilitzat per a tractar el sarcoma de Kaposi a causa de la SIDA i l'èczema de les mans. Només es fa servir per a tractar malalties que afecten la pell. S'aplica sobre la pell o es pren per via oral.
Els efectes secundaris més freqüents quan s'aplica sobre la pell són picor, descamació i erupcions cutànies i, quan es pren per via oral, caiguda dels cabells, disminució de glòbuls vermells, cansament, hipertensió, colesterol alt i brunzits a les orelles. Altres efectes secundaris poden ser cremades solars.
L'ús mèdic de l'alitretinoïna es va aprovar als Estats Units el 1999, encara que el seu ús a Europa es va aprovar el 2000 i posteriorment es va retirar. Està disponible com a medicament genèric. Al Regne Unit, un mes de pastilles costa al sistema de salud unes 500 lliures esterlines a partir del 2021. Als Estats Units, un tub de 60 grams costa uns 5.600 dòlars a partir del 2022.